# Župnija Brezovica (Nadškofija Ljubljana)
Za istoimensko župnijo v koprski škofiji glej Župnija Brezovica (Škofija Koper).
Župnija Brezovica je rimskokatoliška teritorialna župnija dekanije Ljubljana - Vič/Rakovnik nadškofije Ljubljana.

## Sakralni objekti
- župnijska cerkev sv. Antona,
- podružnična cerkev sv. Duha, Vnanje Gorice,
- podružnična cerkev sv. Janeza Krstnika, Log,
- podružnična cerkev sv. Lovrenca, Dragomer,

V župniji Brezovica so postavljene Farne spominske plošče, na katerih so imena vaščanov iz okoliških vasi (Brezovica, Dragomer, Log, Lukovica, Vnanje Gorice), ki so padli kot žrtve revolucionarnega nasilja v letih 1942-1945. Skupno je na ploščah 113 imen.